# Mao Dun
Mao Dun (kinesiska: 茅盾, pinyin: Máo Dùn, Wade-Giles: Mao Tun), född 4 juli 1896 i Tongxiang, Zhejiang, död 27 mars 1981 i Peking, var en kinesisk författare och politiker. Hans riktiga namn var Shen Dehong (沈德鸿) och hans stilnamn var Shen Yanbing (沈雁冰). Författaraliaset Mao Dun uttalas precis som det kinesiska ordet för "motsägelse" (kinesiska: 矛盾?, pinyin: máodùn).
Mao Duns familj hade varit godsägare och ämbetsmän men förlorat i makt och rikedom. Familjen hade inte råd att låta honom studera vid universitet utan han fick arbete vid Handelsförlaget i Shanghai, till en början som korrekturläsare. Mao Dun läste mycket europeisk litteratur, och Zola och Tolstoj påverkade honom mest. 
1921 var Mao Dun med och grundade Sällskapet för litterära studier och blev redaktör för månadstidningen Novellen. Författare som Lu Xun, Lao She, Shen Congwen, Ba Jin och Ding Ling lät publicera sina verk i tidskriften. 1921 blev Mao Dun också medlem av kommunistpartiet och från och med 1923 ägnade han sig åt politiskt arbete.
Han har skrivit en lång rad noveller och romaner, varit redaktör för kinesiska tidskrifter, kulturminister och ordförande i författarförbundet i Kina. Mao Dun debuterade 1927 under sitt nya namn/pseudonym. Hans tre första romaner, Shi ("Besvikelse"), Dongyao ("Vacklan") och Zhuiqiu ("Strävan"), senare sammanförda i en volym med titeln Förmörkelse gjorde honom berömd. De skildrar personer som dras till revolutionen men blir besvikna på grund av korruptionen och det rådande kaoset. Nästa roman Hong ("Regnbågen") utkom 1929 och handlar om en ung kvinnas frigörelse. I romanen förekommer en uppsättning av Ibsens Ett dockhem och romanen är klart inspirerad av detta drama. Hans mest kända verk är Ziye ("Midnatt i Shanghai") som kom ut 1933 och handlar om Shanghais kommersiella liv.
Efter kommunisternas maktövertagande i Kina 1949 blev han utnämnd till kulturminister i Folkrepubliken Kinas statsråd. På grund av ideologiska skiljaktigheter avskedades han från denna post 1964, men han rehabiliterades efter Kulturrevolutionen.
Efter hans död instiftades Mao Duns litteraturpris.

## Böcker översatta till svenska
- Mao, Dun; Lundberg Lennart (1981-1982). Midnatt i Shanghai. Stockholm: Ordfront. Libris 277749
- Mao, Dun; Lindblom Ingvar (1973). Bönderna. Kinesiskt bibliotek, 99-0207160-0. Stockholm: Gidlund. Libris 7590968. ISBN 91-7021-017-9
- Børdahl Vibeke, Liu Pai-shah, red (1973). Kinesiska noveller från Lu Xun till kulturrevolutionen. Prisma, 99-0330598-2. Stockholm: Prisma. Libris 7406287. ISBN 91-518-0598-7